# Arxiu Municipal de València
L'origen de l'Arxiu Municipal de València es remunta al segle xiii, quan el 1238 Jaume I va ocupar la ciutat de València i va crear els dos càrrecs essencial, les primeres institucions locals: el Batle, que administrava i gestionava el patrimoni del rei, i el Cúria oficial encarregat d'administrar la justícia ordinària local a la ciutat, i que a partir de 1250 passaria a anomenar-se Justícia, després va instaurar el Mostassaf i el Consell dels prohoms. Set anys després creava, mitjançant l'estatut de 13 de setembre de 1245, la institució dels Jurats, que governaven, administraven i regien la ciutat, fonamentant el futur poder executiu municipal fet que va suposar el naixement de la universitat o municipi de la ciutat de València. Va ser el primer gran municipi creat per Jaume I a la Corona d'Aragó, car posteriorment atorgà estatuts semblants a Barcelona i la Ciutat de Mallorca el 1249, i el 1272 a Saragossa.
El Consell de la ciutat de València, des de la creació de les primeres institucions municipals, va buscar lloc per allotjar i conservar els documents. Concedides per privilegi del rei de 21 de maig de 1239 a la Ciutat de València, van habilitar-se unes cases per a l'establiment del Cúria i la seua cort de Justícia, la plaça de l'Almoina, darrere de la Seu de València, que va ser el primer emplaçament de l'arxiu on començaren a guardar-se els primers documents.

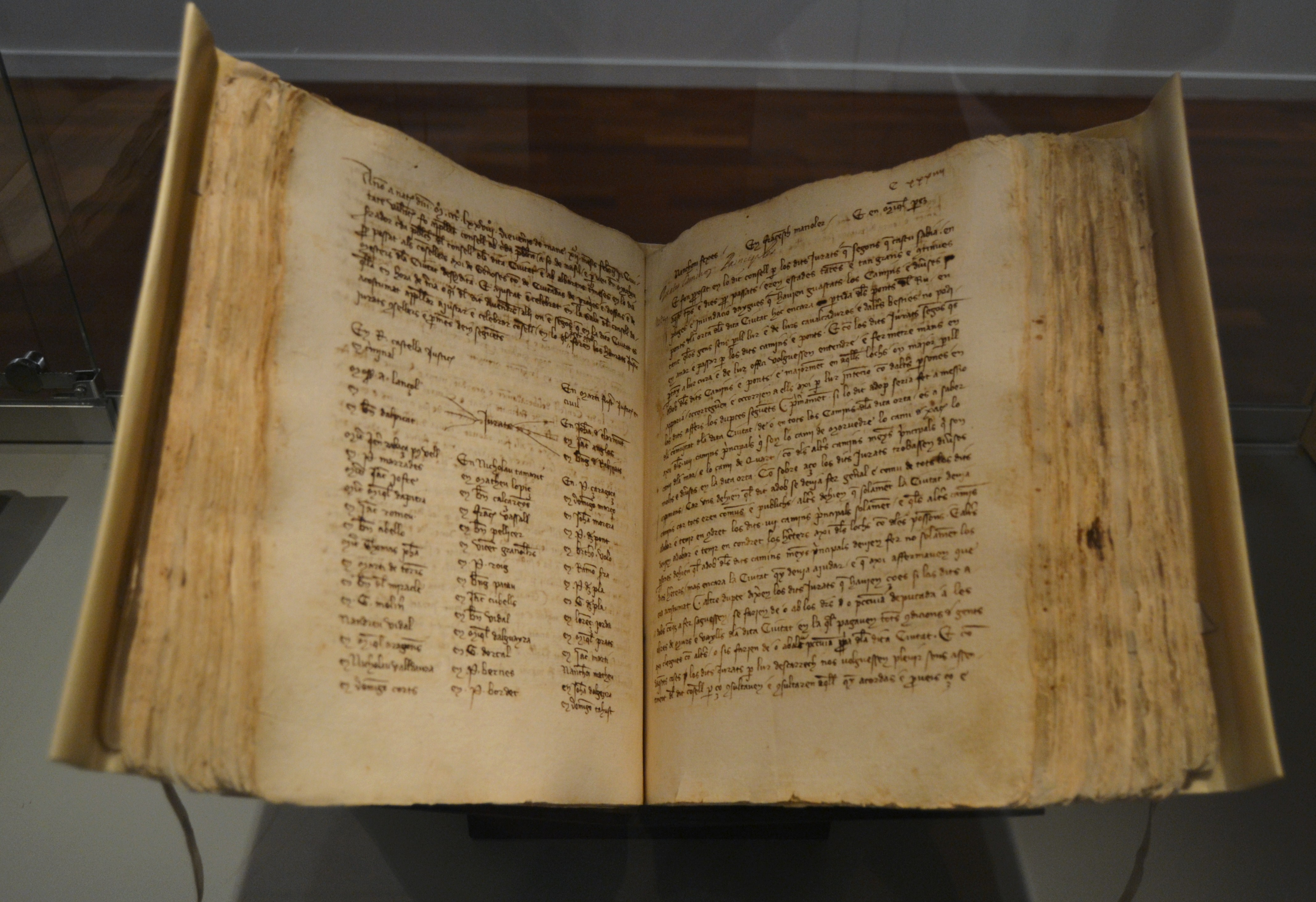
Manual de Consells del 1496

El 1306, un incendi i la manca d'espai, van propiciar un canvi de seu; per privilegi de 22 d'abril de 1311, Jaume II autoritzà al Consell de la Ciutat l'adquisició d'unes cases al carrer Cavallers i en aquest solar feu construir un edifici gòtic, que fou la seu del Consell municipal .
El 1412, a principis del segle xv, el Consell va decidir habilitar un lloc concret per guardar els documents i millorar la conservació dels llibres més importants de la Ciutat, com «El Llibre dels Furs» o el «El Llibre del Consolat de Mar». Els fons de l'Arxiu anaren augmentant i calia inventariar-los i classificar-los racionalment, car era dificultós per l'escrivà trobar qualsevol document que se li demanava. Prova d'això és el llibre de Protocols Notarials de l'any 1484, on s'arreplega una relació dels «Llibres de actes del Consell» des de 1306.

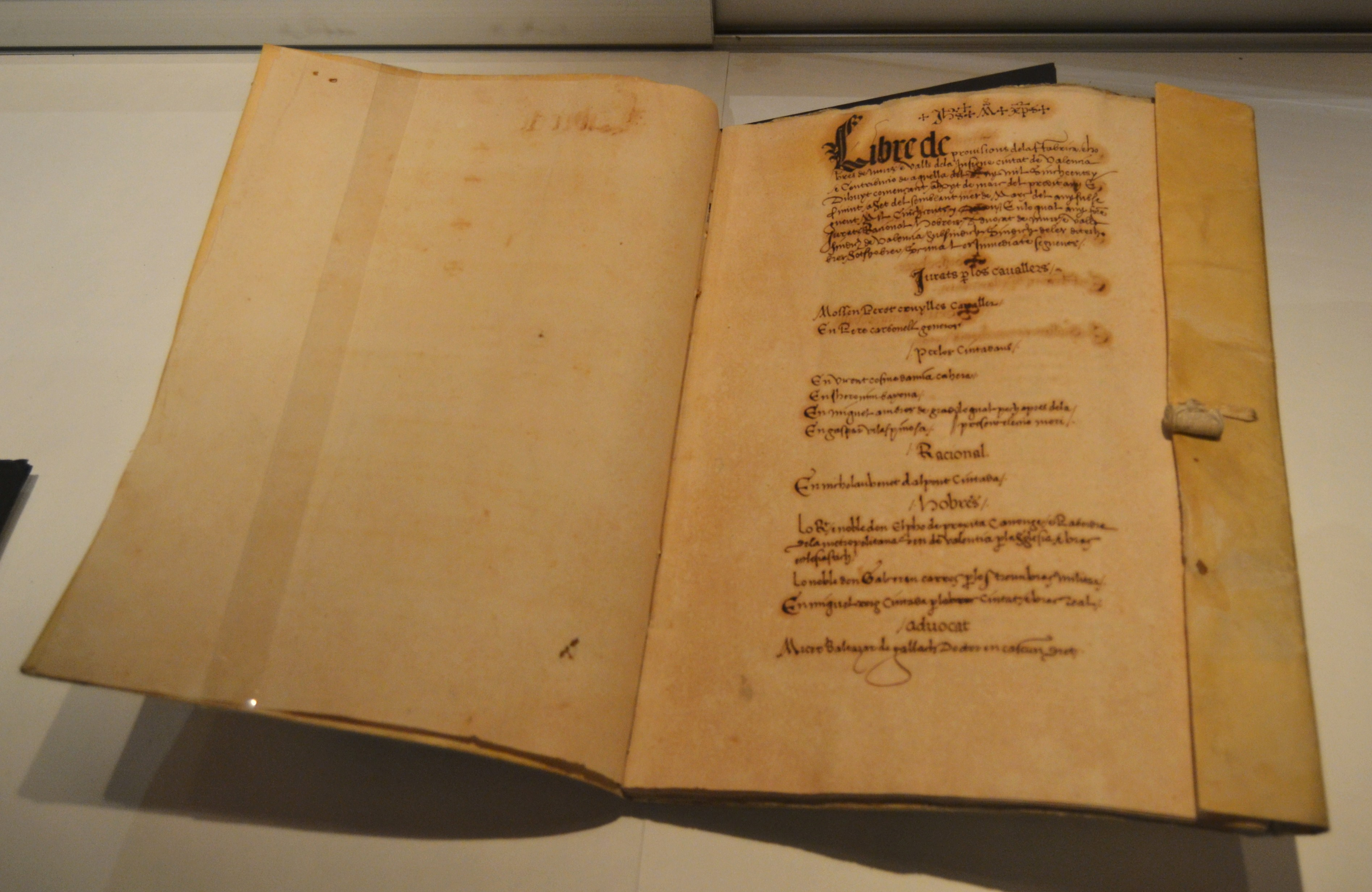
Llibre de la Fàbrica de Murs i Valls de l'any 1519

El 26 de febrer de 1729 s'encarregà a l'Escrivà Major, Andrés Tinajero, la elaboració d'un Inventari General de tots els documents de l'Arxiu per tal d'agilitzar la gestió institucional, tasca que va acabar al juny de 1732.
Els fons de l'Arxiu Municipal, junt amb altres elements artístics de gran vàlua, es van conservar a la Casa de la Ciutat, al carrer Cavallers, fins a mitjans del segle xix, quan es va construir un edifici de nova planta destinat a cobrir les necessitats de la ciutat, les quals l'antic palau gòtic ja no podia satisfer, a causa del seu estat runós.
El nou emplaçament triat va ser l'edifici del carrer Reglons que ocupava la Casa de l'Ensenyança, lloc on ja s'havien traslladat provisionalment part de les oficines municipals. La Casa de l'Ensenyança va ser una institució fundada per l'arquebisbe Mayoral al segle xviii. Formant part d'aquesta Casa, hi havia l'Església de Santa Rosa de Lima que també integrava l'Església de la Confraria de la Sang, i tots-tres edificis formaven un rectangle delimitat pels carrers de la Sang, Arquebisbe Mayoral, Periodista Azzatti i les dependències occidentals de l'antic convent de Sant Francesc.
Al 1894 es va aprovar un Reglament Interior de l'Arxiu Municipal que s'establia un sistema de classificació general dels documents i fixava el mètode per a la sortida i entrada dels mateixos.

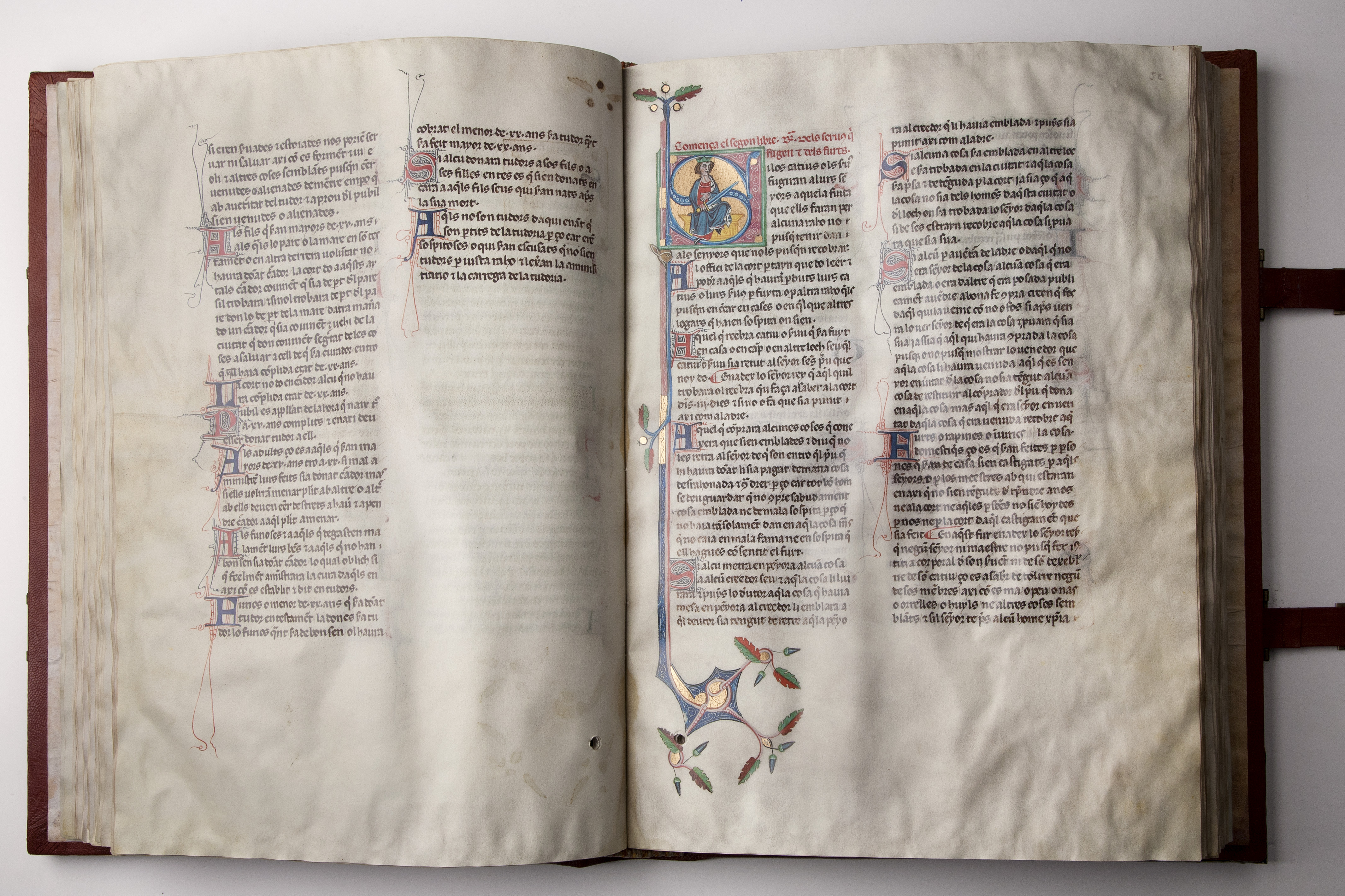
Furs de Jaume I (1238-1271): «Si alcú metrà en penyora alcuna cosa a alcun creedor seu, e aquela cosa li liurarà e puys lo deutor aquela cosa que havia mesa en penyora al creedor li emblarà, aquel deutor sia tengut de retre aquela penyora al creedor que li havia emblada. E puis sia punit axí com a ladre.»

El 16 de març de 1923 un nou Reglament de l'Arxiu regulava el règim de funcionament i establia les disposicions necessàries per a la conservació, catalogació i estudi dels fons.
El procés de trasllat del govern municipal al nou emplaçament va ser llarg: l'Arxiu Municipal de València va ser una de les primeres instal·lacions que s'incorporà, consolidant-se l'any 1935, durant la Segona República, període en què van ser incorporades les dependències annexes de l'església de Santa Rosa a l'edifici de l'arxiu per tal d'instal·lar-hi definitivament l'Arxiu Municipal de València i el Museu Històric de la Ciutat.
A les darreres dues dècades del segle xx, per imperatiu d'espai i també per l'adequació a les tecnologies de la comunicació i de la informació feren necessari l'adquisició d'una nova seu. La ciutat va adquirir el Palau de Cervelló, que va ser rehabilitat per ser el nou destí dels quasi vuit-cents anys de la història de la ciutat i el regne de València, que custòdia l'Arxiu Històric Municipal.
Amb l'arribada de l'administració electrònica, el Ple de l'Ajuntament va aprovar el 30 de gener de 2015, el darrer Reglament de l'Arxiu Municipal de València, que contempla la nova realitat tecnològica.
Als darrers anys començaren les tasques d'informatització i digitalització de fons, com el padró, registre civil o arxiu fotogràfic, i es treballa en la implantació d'un sistema de fitxer electrònic que complisca amb la normativa arxivística vigent, fet que comporta tasques d'ampliació del quadre de classificació de la documentació. També s'ha incorporat l'Arxiu, a l'Arxiu al Sistema Arxivístic Valencià en Xarxa (SAVEX).

## El Palau de Cervelló
La nova seu de l'Arxiu, Inaugurada el 8 de maig de 2003, és un edifici funcional i modern, que allotja la memòria escrita de la ciutat i que compta amb les últimes tecnologies arxivístiques. Les noves instal·lacions fan uns 3.500 m² aproximadament i compta amb 8.000 metres lineals de prestatgeries, repartides en quatre plantes. Amb un disseny i una estructura dividida en dos edificis que separats per un corredor que delimita l'espai privat del públic, l'antic Palau de Cervelló, i la zona on s'han ubicat els serveis interns, com ara dipòsits i laboratoris.

### L'espai públic
Al primer pis de l'antic palau es troba la Biblioteca «José Serrano Morales», creada en 1908 amb el llegat d'aquest erudit i bibliòfil, la qual conté més de 20.000 volums, entre ells més de 20 incunables, així com molts llibres rars i altres documents de gran vàlua, com ara la correspondència de l'il·lustrat valencià Gregori Maians. Es tracta d'una biblioteca històrica amb un fons documental molt important, la qual està incorporada a l'Arxiu Municipal.
A la segona altura es troba la sala d'investigació amb una capacitat per a quaranta persones, un espai ample que acull els investigadors que desitgen consultar els fons de l'arxiu. La sala està equipada amb mitjans telemàtics i, a més a més, disposa de terminals fitxes per tal de consultar in situ les bases de dades de l'arxiu: fons i instruments de treball, així com les fitxes catalogràfiques; també compta amb dos lectors de microfilms.En aquesta planta s'ha habilitat una aula i centre de reunions, per realitzar seminaris, jornades, conferències o cursos de formació especialitzada.

### L'espai restringit
L'Arxiu Municipal de València disposa de quatre dipòsits a la primera, segona, tercera i quarta planta. Tots ells estan equipats amb armaris compactes de mecanisme manual. En tots els dipòsits s'instal·laren mesures de seguretat i de conservació dels documents, així com d'extinció d'incendis.
Pel que fa a la conservació dels documents, els dipòsits estan controlats per tal de regular les condicions ambientals, temperatura i grau d'humitat, més adequades per a la correcta conservació dels documents. També compta amb dos sales, la primera destinada al tractament dels documents, on hi ha una cambra de fumigació i on s'efectua la neteja, i passen després a la sala de classificació, habilitada amb taules i prestatgeries, on es procedeix a la classificació, ordenació i fins i tot a la catalogació.

## El fons documental[2][3]
L'Arxiu Històric Municipal de València és un dels més importants del seu àmbit als Països Catalans i a Europa, testimoni de les diverses manifestacions històriques, socials, religioses, econòmiques, literàries i culturals valencianes, així com una font principal del coneixement històric; el document més antic és un privilegi del rei Jaume I de 1226.
La seua importància rau no sols en els milers de documents que conserva referents a la ciutat de València,
bàsicament la documentació generada pel Govern de la Ciutat des de 1239 fins aproximadament els anys 70 del segle xx, exceptuant algunes sèries com totes les relacionades amb el govern de la ciutat que continuen fins pràcticament l'actualitat. També l'integra documentació aliena al govern municipal però que està fortament vinculada a ell, com la Documentació Gremial, del Tribunal de Comerç o Documentació de Llotja, així com dels pobles annexionats, i també documentació de totes les terres valencianes.

### Documents més destacats[3]
- «Els Furs de la Ciutat i Regne de València», és un dels cinc còdexs de furs valencians coneguts actualment. Es tracta d'un document del segle xiii manuscrit en vitel·la, de gran valor històric i artístic, conté els furs de Jaume I i Alfons II, recopilació de lleis valencianes, aprovades per les Corts, realitzada pel notari reial Bonanat Pedra l'any 1329.
- «El Llibre de Consolat de Mar», valuós còdex del segle xiv sobre vitel·la, recopilat per Jaume Gisbert a petició del Consell el 4 de juny de 1407. Recull el privilegi fundacional del Consulta, els usos i les lleis del comerç marítim medieval, resultant un veritable codi de dret marítim medieval. Destaquen les bellíssimes miniatures de Domingo Crespí que conté ordinacions jurídiques medievals de dret marítim, les quals tingueren gran acceptació arreu de la Mediterrània fins a l'Edat Moderna. Aquest de València n'és un dels més bells entre els coneguts dins el seu gènere.
- «El Llibre del Mostassaf», còdex en vitel·la que recopila les normes reguladores de l'ofici del Mostassaf entre 1563 i 1568. El «Mustaçaf» va ser una institució creada pel rei Jaume per a la salvaguarda de les ordenances sobre activitats mercantils i artesanals, control de peses i mesures, policia urbana, neteja i salubritat pública. Té una de les portades més artístiques corresponents a llibres manuscrits o impresos conservats a l'Arxiu.
- «El llibre d'insaculació», destinat a la regulació dels 'insaculats' o persones elegides entre els prohoms de la Ciutat per als Oficis Majors, que podien ésser exercits per cavallers, generosos i ciutadans. És l'exemplar més ricament enquadernat de tots els de l'Arxiu.
- «El llibre del Cerimonial», confeccionat per Félix Cebrián Aracil entre el 1692 i el 1704, per orde del Consell de la Ciutat entre els segles XVII i XVIII. Conté tot allò referent al desenvolupament i procedir dels representants de la Ciutat, dels Jurats, Racional, Síndic i altres oficials, funcionaris i representants de la Ciutat, en tots els actes públics en què havien de prendre part. En este llibre estipulaven el calendari, cerimònies i actes a què assistien els magistrats de la ciutat, disposició i llocs que havien d'ocupar en festivitats religioses i civils
- «La Butlla de Sixt V», és un còdex preciós manuscrit de trenta folis de vitel·la útils, més dos de guarda; el text en llatí, és una mostra del bon quefer de la lletra processal de la darreria del segle xvi (1585).
- «Manuals de Consells», és la sèrie documental més important de l'arxiu, registre de les actes, acords i sessions celebrades pels Jurats i el Consell General des de 1306 fins a 1707, són un reflex de la vida econòmica, política i administrativa de la Ciutat. Tracten diverses matèries com l'elecció, el nomenament i jurament de càrrecs, concessió de subsidis, ordenament de pagaments, disposicions d'ordre públic, festes, avituallament, censos, impostos, quitaments, etc... Després de l'abolició dels Furs els substituïren els Llibres Capitulars i Actes.
- Els «Llibres de Pregons i Crides» recullen les crides pregonades pel trompeta públic de la Ciutat d'ordre dels Justícies i Jurats, amb indicació de data i lloc, des del 1557 fins al 1836. Es tracta de disposicions referents sobretot a sanitat, ordre públic i proveïments.
- «Lletres Missives», que registren la correspondència remesa pels Jurats a altres ciutats, als mateixos monarques o a diferents dignitats eclesiàstiques des del 1334 fins al 1816.
- Les «Claverias», des del segle xiv al segle xviii recull una abundosa documentació ordenada en diverses sèries documentals que representen l'activitat de la Claveria, institució que en època foral representava la tresoreria o administració de les finances municipals. S'agrupen a Claveria Comuna, Claveria Censals i Claveria del Quitament.
- «La Documentació Notarial» del segle xiv al xviii comprén registres dels documents redactats pels notaris de la ciutat.
- Els «Llibres de la Taula de Canvis», que va ser el primer banc municipal, creat per privilegi del rei Martí l'Humà el 20 d'octubre de 1407, per garantir els dipòsits dineraris, públics i privats, així com evitar les irregularitats que es donaven a les operacions mercantils. Arrepleguen tota la documentació conservada sobre la mateixa segle XVI al XVIII. Conté, entre d'altres, els seients diàriament de les quantitats degudes a la Taula i la causa de l'obligació. El 1499, a iniciativa dels Jurats, se'n van elaborar unes constitucions per a la creació d'un Studi General, aprovades per butlla d'Alexandre VI el 1501 i per Ferran el Catòlic en 1502. El municipi va promoure i sustentar financerament de la universitat, nomenava el professorat i atenia el seu govern. A l'Arxiu Municipal es conserven els Llibres de la Universitat de València que recullen, entre d'altres, llibres de matrícules i de graus de l'Estudi General entre els segle xvi al segle xviii.
- «La Junta de Propis i Arbitris conté informació sobre comptes municipals d'època borbònica (1766-1835).
- «Llibres d'Aveïnaments”, són registres de les persones que s'aveïnaven a la Ciutat de València i del jurament prestat a aquest efecte des de 1349 fins a 1611.
- «Llibre de Murs i Valls» segle xiv al segle xix. Des de la conquesta de València per Jaume I, aquest disposà l'obligació de conservar murs, tancadors, camins públics, etc, ordenant el 1251 la contribució dels ciutadans a la construcció, manteniment i reparació d'aquells. El 1358 una riuada del Túria, que va enderrocar la muralla i els ponts, va promoure la creació de la Junta de Murs i Valls mitjançant privilegi real, més tard anomenada Fàbrica de Murs i Valls, la qual va estar dedicada a la construcció i reparació de les muralles, fossats, torres, ponts, séquies i camins.
- «Documentació de la Llotja» des del segle xviii al segle xix, que arreplega informació referent a la Junta de Comerç, amb expedients,ordres, oficis, actes, lliuraments, rebuts, etc.
- «Documentació Gremial» segle xiii al segle xix. Els gremis eren corporacions formades per mestres, oficials i aprenents de una mateixa professió o ofici, regits per ordenances o estatuts gremials, que eren aprovats pel govern municipal per defensar els seus interessos. A València van arribar a assolir una gran importància, sent molt abundants en nombre. Es conserva una extensa col·lecció de documents dels gremis d'armers, paletes, cerers i especiers, corredors d'orella[b], corredors de llotja, adobers, seders, sarradors, murs i valls, peraires,argenters i sastres.
- «Documentació dels Hospitals Medievals». Els hospitals a la Edat Mitjana amb una funció més assistencial, d'acollida de persones desvalgudes, que purament sanitària. A l'Arxiu Municipal es conserva documentació, majoritàriament llibres de comptes, referent als següents hospitals: Sant Llàtzer (1406-1509) destinat a l'atenció de leprosos, d'En Clapers (1361-1480), Dels Beguins (1401-1604) i de la Reyna (1410-1496).

## El fons gràfic[3]
El fons gràfic comprén plànols de la ciutat de diferents èpoques, com el plànol d'Antonio Mancelli (1608) o el del Pare Tosca (1704), així com mapes i plànols de zones específiques de València, d'edificis emblemàtics i còpies de plànols cadastrals de la dècada de 1930-1940, cartells anunciadors de falles i fira de juliol dels segles XIX i XX.
A més, compta amb l'Arxiu Fotogràfic integrat per negatius i fotografies positivades des del darrer terç del
segle XIX fins als anys 80 del segle XX aproximadament. La major part del fons correspon al fotògraf Vicente Barberà Masip. Les fotografies mostren diversos aspectes de la ciutat de València, especialment vistes d'edificis o de carrers, i diversos esdeveniments polítics, actes públics o festes de la ciutat.